# (8974) Gregaria
(8974) Gregaria ist ein im inneren Hauptgürtel gelegener Asteroid, der am 25. September 1973 von dem niederländischen Astronomenehepaar Cornelis Johannes van Houten und Ingrid van Houten-Groeneveld entdeckt wurde. Die Entdeckung geschah im Rahmen der 2. Trojaner-Durchmusterung, bei der von Tom Gehrels mit dem 120-cm-Oschin-Schmidt-Teleskop des Palomar-Observatoriums aufgenommene Feldplatten an der Universität Leiden durchmustert wurden, 13 Jahre nach Beginn des Palomar-Leiden-Surveys.
Der mittlere Durchmesser des Asteroiden wurde mithilfe des Wide-Field Infrared Survey Explorers (WISE) mit 2,641 (±0,097) km berechnet, die Albedo mit 0,231 (±0,036).
Mittlere Sonnenentfernung (große Halbachse), Exzentrizität und Neigung der Bahnebene von (8974) Gregaria ähneln grob den Bahndaten der Mitglieder der Flora-Familie, einer großen Gruppe von Asteroiden, die nach (8) Flora benannt ist. Asteroiden der Flora-Familie bewegen sich in einer Bahnresonanz von 4:9 mit dem Planeten Mars um die Sonne. Die Gruppe wird auch Ariadne-Familie genannt nach dem Asteroiden (43) Ariadne.
(8974) Gregaria ist nach dem Steppenkiebitz benannt, dessen wissenschaftlicher Name Vanellus gregarius lautet. Als Protonym wurde vom Erstbeschreiber Peter Simon Pallas auch die Bezeichnung Chettusia gregaria verwendet. Nach dem Epitheton des Protonyms wurde der Asteroid benannt. Die Benennung erfolgte am 2. Februar 1999. Zum Zeitpunkt der Benennung war der Bestand des Steppenkiebitzes in Europa gefährdet.